# 白浜重任
白浜 重任（しらはま しげただ、1888年（明治21年）12月3日 - 1975年（昭和50年）8月24日）は、大日本帝国陸軍軍人。最終階級は陸軍少将。

## 経歴
鹿児島県給黎郡、のちの揖宿郡喜入村（喜入町を経て現鹿児島市）出身。陸軍士官学校第24期卒業。1939年（昭和14年）3月9日、陸軍歩兵大佐進級と同時に第8国境守備隊第3地区隊長（関東軍・第6軍）に着任し、9月5日に歩兵第71連隊長（関東軍・第6軍・第23師団・第23歩兵団）に転じた。1942年（昭和17年）8月に松山連隊区司令官に就任した。
1945年（昭和20年）1月20日に歩兵第51旅団長（支那派遣軍・第11軍・第58師団）に就任し、中国戦線に出征。3月1日に陸軍少将に進級し、全県の守備に任じて終戦を迎えた。
1947年（昭和22年）11月28日、公職追放仮指定を受けた。